# Lost and Found (1986-89)
Lost and Found (1986-89) is een muziekalbum van de Britse rockband The Kinks uit 1991 en beslaat de London/MCA-periode.

## Tracks
- "The Road"
- "UK Jive"
- "Lost and Found"
- "Working at the Factory"
- "Think Visual"
- "Welcome to Sleazy Town"
- "How Do I Get Close"
- "The Video Shop"
- "Now and Then"
- "Apeman"
- "Living on a Thin Line"
- "Give the People What They Want"

Opnamen: januari t/m augustus 1989.
NB: De versie van "Now and Then" is een andere versie dan op het album UK Jive uit 1989.
Mick Avory · Dave Davies · Ray Davies

John Dalton · Gordon Edwards · Ian Gibbons · John Gosling · Bob Henrit · Andy Pyle · Pete Quaife · Jim Rodford